# (6822) 1986 UO
(6822) 1986 UO (1986 UO, 1990 RS1) — астероїд головного поясу.
Тіссеранів параметр щодо Юпітера — 3,374.